# ماتياس كيلر (ملحن)
ماتياس كيلر (بالألمانية: Matthias Keller)‏ هو صحفي وملحن ألماني، ولد في عام 1956، في ولاية بريمن في ألمانيا.

## وصلات خارجية
- الموقع الرسمي
- ماتياس كيلر على موقع ميوزك برينز (الإنجليزية)
- ماتياس كيلر على موقع ديسكوغز (الإنجليزية)